# Patrick Johnson (lekkoatleta)
Patrick Johnson (ur. 26 września 1972 w Cairns) – australijski lekkoatleta (sprinter) i działacz społeczny; od 2003 rekordzista Australii i Oceanii na 100 metrów, brązowy medalista igrzysk Wspólnoty Narodów w sztafecie 4 × 100 m (2002). Był pierwszym zawodnikiem o nieafrykańskim pochodzeniu, który przełamał granicę 10 sekund na 100 metrów.

## Życiorys
Urodził się 26 września 1972 w Cairns w Queenslandzie. Jest pochodzenia aborygeńskiego.
Brał udział w lekkoatletycznych mistrzostwach świata w 1997, 2003, 2005 i 2007 roku, Letniej Uniwersjadzie 1999, igrzyskach olimpijskich w 2000 i 2004 roku, Halowych Mistrzostwach Świata 2001, pucharze świata 2002 i 2006 oraz igrzyskach Wspólnoty Narodów: 2002, 2006 i 2010.
W 2002 w Manchesterze podczas igrzysk Wspólnoty Narodów był w składzie australijskiej sztafety 4 × 100 m, która zdobyła brązowy medal.
5 maja 2003	w japońskim Mito ustanowił rekord Australii i Oceanii na 100 metrów wynikiem 9,93. Był to także najlepszy rezultat osiągnięty w 2003 roku. Jako pierwszy zawodnik o nieafrykańskim pochodzeniu przełamał granicę 10 sekund na 100 metrów.
Najlepszy rezultat na mistrzostwach świata osiągnął w Helsinkach (2005) – zajął 6 miejsce w biegu na 200 m. Podczas Igrzysk Wspólnoty Narodów Melbourne 2006 – zajął 4 miejsce na 200 m i 6 na 100 m.
Już podczas kariery zawodniczej rozpoczął działalność społeczną nakierowaną w szczególności na rzecz równych praw dla Aborygenów poprzez edukację i sport. Po zakończeniu kariery sportowej pracował przez 10 lat w Departamencie Spraw Zagranicznych i Handlu (podległemu MSZ), pracował także w organizacjach pozarządowych oraz jako komentator dla ABC Grandstand – sportowego radia publicznego. Relacjonował m.in. igrzyska w Rio de Janeiro (2016) oraz igrzyska Wspólnoty Narodów w Goald Coast (2018).

## Rekordy życiowe
Najlepsze wyniki:
- bieg na 60 m: 6,92 (Gold Coast 2009)
- bieg na 60 m (hala): 6,69 (Lizbona 2001)
- bieg na 100 m: 9,93 (Mito 2003), nieuznany: 9,88 (Perth 2003)
- bieg na 200 m: 20,35 (Malmö 2006), nieuznany: 20,25 (Campbelltown 2003)
- bieg na 300 m: 33,11 (Geelong 2006)
- sztafeta 4 × 100 m: 38,32 (Helsinki 2005)